# Kadri Simson
Kadri Simson (Tartu, 22 de enero de 1977) es una política estonia que, entre 2019 y 2024, ocupó el cargo de comisaria europea de Energía, durante el mandato de la Primera Comisión Von der Leyen. Con anterioridad, ejerció como ministra de Asuntos Económicos e Infraestructura en el Gobierno del centrista Jüri Ratas, entre 2016 y 2019.

## Educación
Es la hija mayor del historiador y político estonio Aadu Must y su esposa Ülle. En 1995, se graduó en el instituto de Tartu, en el sur de Estonia. En 2000, Simson completó sus estudios de Historia en la Universidad de Tartu. En 2003, completó su máster en Ciencias Políticas en el University College de Londres.

## Carrera política
En 1995, Kadri Simson se afilió al Partido del Centro Estonio. Fue secretaria general del partido de 2003 a 2007. Desde 2007 ocupa el cargo de vicepresidenta de la formación. En las elecciones parlamentarias de 2007 fue elegida por primera vez diputada del Riigikogu. A partir de 2009, fue la líder del grupo parlamentario de su partido.
En 2015, Simson se presentó como candidato a la presidencia del partido contra el antiguo líder Edgar Savisaar en una votación competitiva. Aunque perdió las elecciones, supo distinguirse como reformadora interna del partido. Tras el cambio en la dirección del partido en noviembre de 2016 y la entrada de su partido en el Gobierno, se convirtió en ministra de Economía e Infraestructuras en el gabinete de Jüri Ratas, el nuevo líder del Partido de Centro.

### En el Gobierno estonio
Como tal, también es responsable de la energía en uno de los pocos países de la UE que rechaza el objetivo de la neutralidad del carbono. Durante la presidencia de turno de la UE de Estonia, en el segundo semestre de 2017, presidió las reuniones de los ministros de Energía y de Transportes de la Unión Europea. Como parte de su mandato gubernamental, en 2018 apoya la introducción de la gratuidad en la red de autobuses de Estonia, siguiendo el modelo del sistema vigente en Tallin desde 2013.
En 2019, volvió brevemente al Riigikogu entre su salida del Gobierno en abril y su nombramiento en la Comisión Europea. A continuación, volvió a su puesto de jefa de grupo.
Paralelamente a su carrera política nacional, también fue concejala del Ayuntamiento de Tallin de 2009 a 2013, y del Ayuntamiento de Pärnu de 2013.

### Comisaria europea
Está propuesta como comisaria en la Comisión Von der Leyen en 2019, con la cartera de Energía. Su nombramiento fue criticado, ya que Simson había sido ministra de un gobierno que se consideraba despreocupado por las cuestiones medioambientales. En ese momento, se encargaba de la política energética y se centraba principalmente en el petróleo de esquisto y el carbón. Aunque esta estrategia permitió a Estonia alcanzar la independencia energética, convirtió al país en el segundo mayor emisor de dióxido de carbono de la Unión Europea. La Red Amigos de la Tierra consideró su discurso ante el Parlamento Europeo "increíblemente débil por parte de la candidata que se supone que debe liderar la transición energética en Europa para evitar la crisis climática".
En febrero de 2020, defendió con éxito ante el Parlamento Europeo la cuarta lista de proyectos de interés común en el ámbito de la energía, una lista criticada por los círculos ecologistas debido al gran número de proyectos basados en el uso del gas natural.

## Vida privada
Kadri Simson estuvo casada con el periodista Priit Simson entre 2008 y 2015.